# Trilogie noire
Trilogie noire est un ensemble de trois romans de Léo Malet publié sous ce titre en 1969. Il comprend : La Vie est dégueulasse (1948), Le Soleil n’est pas pour nous (1949) et Sueur aux tripes (1969).

## Résumés
- La Vie est dégueulasse. Parti de l’illégalisme anarchiste, Jean Fraiger bascule dans la délinquance gratuite après que des ouvriers grévistes, pour qui il avait attaqué un convoi de fonds au prix de deux morts, eurent refusé cet argent. Mais d’où sa violence provient-elle ? De la société, ou de lui-même ?
- Le soleil n'est pas pour nous. Sorti de deux mois de prison pour vagabondage, le tout jeune André Arnal tente de fuir ce monde où le soleil ne brille pas. Mais la fatalité empêche toute évasion, et la cavale ne peut être que sanglante.
- Sueur aux tripes. Grâce à sa maîtresse, Paul Blondel se retrouve second couteau dans la bande du Caïd. Mais il en est bientôt chassé car il obéit surtout au personnage imaginaire qui hante ses rêves et l’amène à tuer.

## Aspects particuliers de l'ouvrage
- Le soleil n’est pas pour nous incorpore en son début la nouvelle Un bon petit diable, parue dans La Rue no 8 du 26 juillet 1946.
- Sueur aux tripes développe la nouvelle On ne tue pas les rêves parue dans Lectures de Paris, no 11, en 1946[1].  Le roman, écrit en 1949, mais refusé par l’éditeur de Malet, resta dans ses tiroirs jusqu’en 1969 et sa parution dans la Trilogie noire.

## Éditions
- La vie est dégueulasse (roman doux). Texte daté du 13 octobre 1947. Contrat avec la SEPE. du 7 janvier 1948
  - SEPE, 1er trimestre 1948
  - Éditions du Scorpion, collection Société de Minuit, 3e trimestre 1948
  - Dans Trilogie noire, Éric Losfeld, 4e trimestre 1969
  - Nouvelles éditions Marabout, 1980, Bibliothèque Marabout no 717 (sous le titre : Il fait toujours nuit)
  - Union Générale d’Éditions, 1986, collection 10/18 no 1753
  - Robert Laffont, 1989, collection Bouquins, Léo Malet, tome V
  - Dans Trilogie noire, Fleuve noir, 1992, préface-entretien de Jacques Baudou
  - Éditions Pocket, no 14315, 2010

- Le soleil n'est pas pour nous (roman doux).
  - Éditions du Scorpion, janvier 1949, collection Société de Minuit, no 1
  - Dans Trilogie noire, Éric Losfeld, 4e trimestre 1969
  - Nouvelles éditions Marabout, 1980, Bibliothèque Marabout n° 718
  - Union Générale d’Éditions, 1986, collection 10/18 n° 1754
  - Robert Laffont, 1989, collection Bouquins, Léo Malet, tome V
  - Dans Trilogie noire, Fleuve noir, 1992, préface-entretien de Jacques Baudou
  - Éditions Pocket, n° 14316, 2010

- Sueur aux tripes. Annoncé en 1948 par les Éditions du Scorpion, mais non publié.
  - Dans Trilogie noire, Éric Losfeld, 4e trimestre 1969
  - Nouvelles éditions Marabout, 1980, Bibliothèque Marabout n° 719
  - Union Générale d’Éditions, 1986, collection 10/18 n° 1755
  - Robert Laffont, 1989, collection Bouquins, Léo Malet, tome V
  - Dans Trilogie noire, Fleuve noir, 1992, préface-entretien de Jacques Baudou
  - Éditions Pocket, n° 14317, 2010

## Analyses critiques
Dans ces « étranges romans à mi-chemin de l’invective surréaliste et du roman noir », dans ce « texte incandescent et glacial où rien ne sépare les extrêmes », « Malet nous entraîne […] sur les chemins de la révolte absolue, de l’insoumission totale, de l’humour noir, de l’absurde, de la provocation. » Car « les personnages de la Trilogie noire sont frappés de plein fouet par la violence sociale, à laquelle ils ripostent par leur propre violence, qui s’avèrera tout aussi autodestructrice. »
« En focalisant son récit sur les personnages des criminels fuyards, en présentant leur cavale, et leur retraite rurale, sur fond de préoccupations politiques, Léo Malet reprend bien sûr les récits des aventures de la Bande à Bonnot, et de leur cache de Romainville. Mais sa Trilogie annonce surtout, avec plus de vingt ans d’avance, les grands récits noirs des auteurs de néo-polar, comme le Nada de Jean-Patrick Manchette. »
« C’est le recours à certaines techniques surréalistes autant que la survivance d’un idéal anarchiste qui donnent à la Trilogie noire l’originalité dont sont dépourvus tant de romans contemporains où le noir se révèle un badigeon malhabile. »

## Adaptations

### En bande dessinée
- La vie est dégueulasse, Casterman, 2005
Scénario : Philippe Bonifay - Dessin : Youssef Daoudi - (ISBN 978-2-203-37010-4)
- Le soleil n'est pas pour nous, Casterman, 2006
Scénario : Philippe Bonifay - Dessin : Youssef Daoudi - (ISBN 978-2-203-37012-8)
- Sueur aux tripes, Casterman, 2007
Scénario : Philippe Bonifay - Dessin : Youssef Daoudi - (ISBN 978-2-203-00333-0)
- Trilogie noire, l'intégrale, Casterman, 2008
Scénario : Philippe Bonifay - Dessin : Youssef Daoudi - (ISBN 978-2-203-01456-5)

### Au cinéma
Les adaptations de la Trilogie noire restèrent à l’état de projet.  « R. Lapeyronie en 1949, Sueur aux tripes avec Clouzot, en 1957, Le Soleil n’est pas pour nous (Brigitte Bardot et Jean-Louis Trintignant seraient le “couple idéal” de Léo Malet). Et surtout La Vie est dégueulasse : Pierre Vincents en 1979, Muriel Teodori et Renaud Victor en 1980, Frank Bren en 1984, Maya Simon en 1986 et même Catherine Breillat en 1991. » 

### Sources
- Alfu, Léo Malet, parcours d'une œuvre, Amiens, Encrage, 1988  (ISBN 978-2-906389-92-2)
- Gilles Gudin de Vallerin, Gladys Bouchard, Léo Malet revient au bercail, Arles, Actes Sud, 2007  (ISBN 978-2-7427-7210-0)
- Francis Lacassin, Sous le masque de Léo Malet, Nestor Burma, Amiens, Encrage, coll. « Portraits » (no 4), 1991 (ISBN 978-2-906-38932-8, OCLC 406670086)
- Cédric Pérolini, Léo Malet, le poète et le gratte-papier, Université Sorbonne Nouvelle - Paris 3 (thèse), 2009